# Jean Bergeret (militaire)
Pour les articles homonymes, voir Jean Bergeret et Bergeret.
Jean Bergeret, né le 23 août 1895 à Gray (Haute-Saône) et mort le 30 novembre 1956 à Neuilly-sur-Seine, est un général d'aviation français,

## Biographie

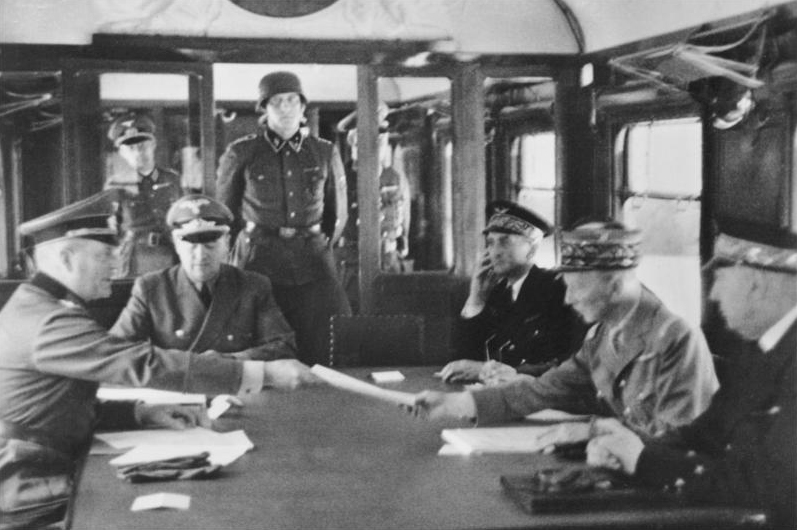
Signature de l'armistice du 22 juin 1940. À gauche le maréchal Keitel, à droite, la délégation française avec le général Huntziger entouré du général d'aviation Jean Bergeret et du vice-amiral Le Luc (de profil).

Jean Bergeret intègre Saint-Cyr en 1914 à l’âge de dix-neuf ans et rejoint l’infanterie. Il participe à toute la Première Guerre mondiale dans les tranchées, d’abord comme sous-lieutenant, puis comme lieutenant. Il est blessé à quatre reprises, dont une fois grièvement, et reçoit sept citations, dont quatre à l’ordre de l’armée.
En 1921, il est affecté au Maroc et prend part à la guerre du Rif. Il choisit ensuite l’aviation militaire.
Il intègre  l'École supérieure de guerre en 1927, commande un groupe de la 21e escadre à Nancy, puis entre à l'état-major de l'aéronautique, en 1928 et devient professeur à l’École de guerre en 1931 où il assure le cours d’aéronautique. En 1935, il est nommé directeur de l’École de guerre aérienne nouvellement créée. En 1936, il publie Les forces aériennes dans la bataille terrestre, où il critique les théories de Giulio Douhet et propose une doctrine d’emploi de l’aviation en appui des forces terrestres.
En 1937, il exerce un commandement à la base aérienne de Marrakech. En 1938, à la suite de la mobilisation générale, il est rappelé en métropole : de décembre à août 1939, il est chef du troisième bureau de l'état-major de l'armée de l'air, en charge des opérations, 
À la veille du déclenchement de la Seconde Guerre mondiale, il est promu général de brigade. Le 22 juin 1940, il fait partie de la délégation française présente lors de la signature de l’armistice à Rethondes.
Il est nommé par le maréchal Pétain, le 6 septembre 1940, secrétaire d'Etat à l'Aviation à la place du général Bertrand Pujo. Il restera dans cette fonction jusqu'au retour de Pierre Laval, le 18 avril 1942, remplacé par le général Jean-François Jannekeyn. Il est alors nommé inspecteur de la défense aérienne du territoire.
Le 9 mai 1941, le Commissariat général aux questions juives soumet au gouvernement de Vichy son projet de loi modifiant le statut des Juifs d’octobre 1940. Un seul ministère insiste pour que la loi soit plus restrictive : le secrétariat d’État à l’Aviation (SEA). Le 17 janvier 1941, il signale au vice-président du Conseil, qu’à la différence d’autres administrations, le SEA a refusé de donner d’autres emplois aux Juifs privés de leurs postes. Le ministère de l’Air du Reich, dirigé par les généraux Ernst Udet puis Erhard Milch, travaille avec le secrétaire d’État à l’Aviation et le Militärbefelhshaber in Frankreich (MBF), qui supervise l’industrie aéronautique française de zone occupée dont l’action antijuive prend de l’ampleur au début du conflit germano-soviétique, en juin 1941. Bergeret poursuit avec acharnement deux industriels d’origine juive : Marcel Bloch et Paul-Louis Weiller.
Quelques jours après l'opération Torch, qui vit les alliés débarquer en Afrique du Nord, le 8 novembre 1942, il se rallie au général Giraud et remplit les fonctions de haut-commissaire adjoint au commandement civil et militaire en Afrique du Nord. Le régime de Vichy le déchoit alors de sa nationalité française.
Il a reçu l'ordre de la Francisque.
À la fin de l'année 1943, des poursuites judiciaires sont intentées par le Comité français de Libération nationale d'Alger. Il est arrêté le 23 octobre 1943. Déféré devant la Haute Cour de justice, il est mis en liberté provisoire en septembre 1945, et le non-lieu définitif est rendu le 25 novembre 1948.
Jean Bergeret a eu trois enfants avec Hélène Disle : Anne-Marie, Jean-Pierre et Françoise.

## Distinctions
- Croix de guerre 1914-1918, palme de bronze
- Médaille coloniale avec agrafe Maroc
- Médaille interalliée de la Victoire
- Médaille commémorative de la guerre 1914-1918
- Croix de guerre des Théâtres d'opérations extérieurs, palme de bronze
- Commandeur de la Légion d'honneur (1938)
- Ordre de la Francisque. Il est déchu de l'ordre de la Francisque en janvier 1943.

## Filmographie
- 1975 : Section spéciale, de Costa-Gavras : Jean-Marie Robain